# Franz-Josef Overbeck
Franz-Josef Overbeck (ur. 19 czerwca 1964 w Marl) – niemiecki duchowny katolicki, biskup Essen od 2009, biskup polowy Ordynariatu Wojskowego Niemiec od 2011.

## Życiorys

### Prezbiterat
Święcenia kapłańskie otrzymał 10 października 1989 w Rzymie, z rąk ówczesnego kardynała Josepha Ratzingera. Inkardynowany do diecezji Münster, przez kilkanaście lat pracował jako wikariusz (m.in. w parafii katedralnej). W 2000 mianowany dyrektorem instytutu dla diakonów oraz wikariuszem biskupim ds. diakonów stałych.

### Episkopat
18 lipca 2007 został mianowany biskupem pomocniczym diecezji Münster, ze stolicą tytularną Mathara in Numidia. Sakry biskupiej udzielił mu bp Reinhard Lettmann. Po przejściu na emeryturę bpa Reinharda Lettmanna pełnił od marca 2008 funkcję administratora diecezjalnego do czasu wyboru bpa Felixa Genna na nowego ordynariusza Münster.
28 października 2009 Benedykt XVI mianował go biskupem diecezji Essen. 24 lutego 2011 został ponadto mianowany biskupem polowym Ordynariatu Wojskowego Niemiec.